# Degelbäck, Björneborg

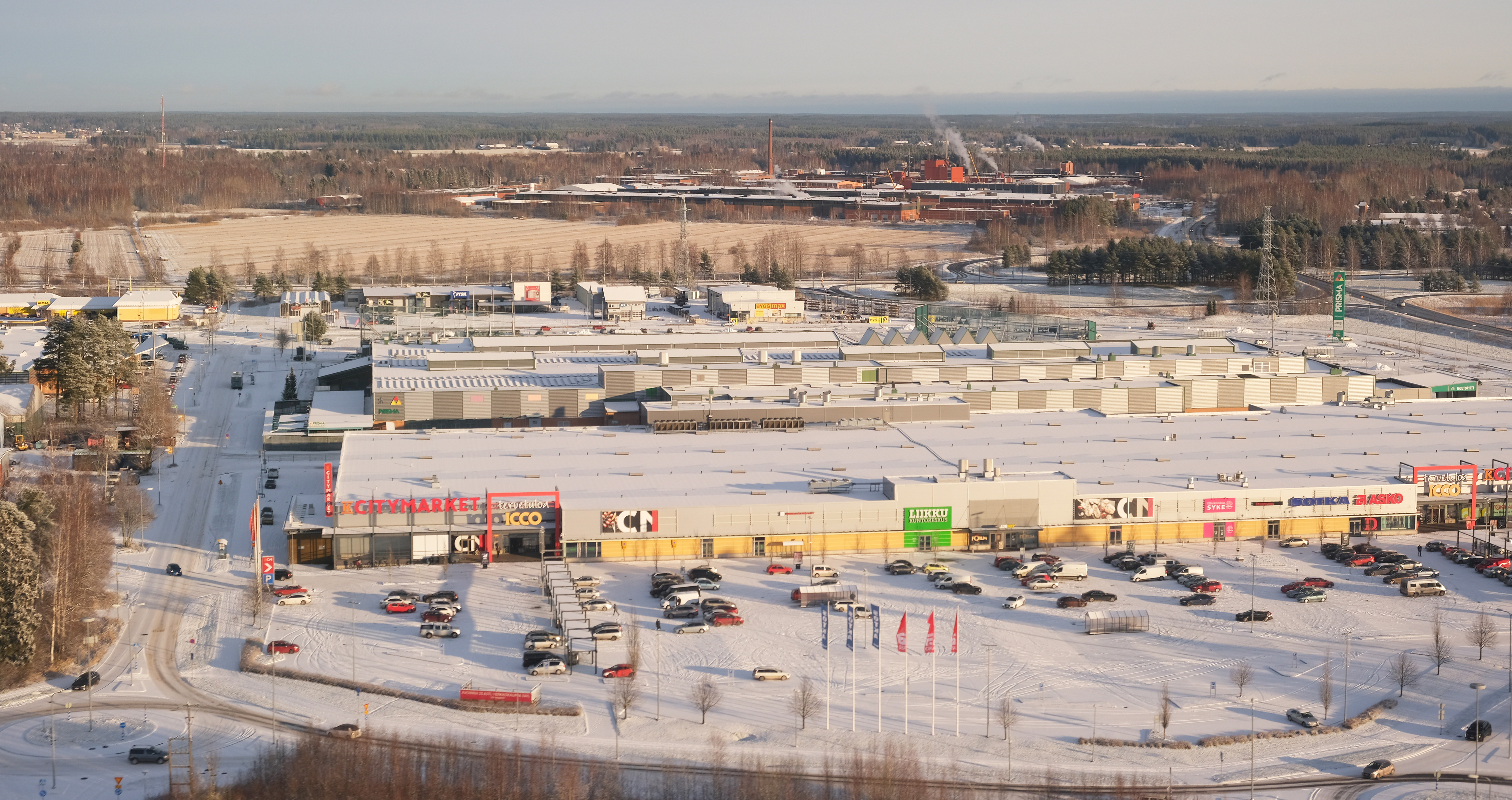
Degelbäck i November 2021.

Degelbäck (finska Mikkola ) är stadsdel nr. 46 i Björneborg, Finland. Stadsdelen ligger i östra Björneborg och är till största delen industriområde. Den avgränsas i söder av Riksväg 11 i väster av Riksväg 2 i öster av Ulvsbyvägen och i norr av järnvägen. De närliggande stadsdelarna är Impolahörnet, Metallbyn, Koivisto gård och Honkaluoto. 
Under 1990- och 2000-talen har flera köpcentra byggts i Degelbäck. Det stora Östra centrum finns här. 